# Щалгевитер
„Щалгевитер“ (на немски: Stahlgewitter) е германска RAC група, основана през 1995 г. Изпълненията ѝ са изцяло на немски език.
През 2002 г. групата подписва договор с немския музикален издател PC Records, сделката носи големи успехи, като се продават 8000 копия на албума Politischer Soldat.

## Дискография
- 1996 – „Das eiserne Gebet“
- 1998 – „Germania“
- 2001 – „Amalek“
- 2002 – „Politischer Soldat“
- 2003 – „Germania über alles“
- 2006 – „Auftrag Deutsches Reich“
- 2008 – „Politischer Soldat“
- 2013 – „Das Hohelied der Herkunft“
- 2013 – „Stählerne Romantik – MCD“